# Iveta Knížková
Iveta Knížková, auch Iveta Roubíčková (* 3. März 1967 in Karlovy Vary) ist eine frühere tschechische Biathletin.
Iveta Knížkovás beste Karrierezeit fällt in den Zeitraum zwischen den Olympischen Winterspielen 1992 und 1994. Bei den Spielen von Albertville wurde die Athletin von OZSP Jablonec nad Nisou noch für die Tschechoslowakei startend in ihrer zweiten Biathlonsaison einzig im Sprint eingesetzt und belegte Platz 41. Ihre ersten Weltcuppunkte gewann Knížková zum Auftakt der Saison 1992/93 als 25. eines Sprintrennens in Pokljuka. Höhepunkt in der Karriere der Tschechin wurden die Biathlon-Weltmeisterschaften 1993 in Borowez. Gemeinsam mit Jana Kulhavá, Jiřina Adamičková und Eva Háková gewann sie die Goldmedaille im Staffelrennen. Ihr bestes Resultat in einem Einzelrennen erreichte sie als Viertplatzierte beim vorolympischen Weltcup-Sprint in Lillehammer. Abschluss der Karriere wurden die Olympischen Spiele von Lillehammer. Dort wurde die Tschechin in allen drei möglichen Rennen eingesetzt. Sowohl im Einzel wie auch im Sprint erreichte die Lehrerin die Ränge 34, mit der Staffel lief sie auf den siebten Platz.

## Biathlon-Weltcup-Platzierungen
Die Tabelle zeigt alle Platzierungen (je nach Austragungsjahr einschließlich Olympische Spiele und Weltmeisterschaften).
- 1.–3. Platz: Anzahl der Podiumsplatzierungen
- Top 10: Anzahl der Platzierungen unter den ersten zehn (einschließlich Podium)
- Punkteränge: Anzahl der Platzierungen innerhalb der Punkteränge (einschließlich Podium und Top 10)
- Starts: Anzahl gelaufener Rennen in der jeweiligen Disziplin

| Platzierung                      | Einzel | Sprint | Verfolgung | Massenstart | Staffel | Gesamt |
| -------------------------------- | ------ | ------ | ---------- | ----------- | ------- | ------ |
| 1. Platz                         |        |        |            |             | 1       | 1      |
| 2. Platz                         |        |        |            |             |         |        |
| 3. Platz                         |        |        |            |             |         |        |
| Top 10                           | 1      | 1      |            |             | 2       | 4      |
| Punkteränge                      | 5      | 7      |            |             | 2       | 14     |
| Starts                           | 10     | 12     |            |             | 2       | 24     |
| Stand: Ergebnisse nicht komplett |        |        |            |             |         |        |